# John Drummond, 8. Earl of Perth
John David Drummond, 8. Earl of Perth PC (* 13. Mai 1907; † 25. November 2002), war ein schottischer Peer, Banker und Politiker.

## Herkunft und Ausbildung
Er war der Sohn von Eric Drummond, 7. Earl of Perth, aus dessen Ehe mit Hon. Angela Maxwell-Constable. Als Heir apparent seines Vaters führte er von 1937 bis 1951 den Höflichkeitstitel Viscount Strathallan. Er wurde an der Downside-School und am Trinity College der University of Cambridge ausgebildet.

## Karriere
Er begann eine Bankkarriere bei der Vermögensverwaltungsgesellschaft Schroders. Bei Ausbruch des Zweiten Weltkriegs ging er nach Paris, wo er Noël Coward im britischen Propagandabüro unterstützte, und kehrte 1940 nach London zurück, um im Kriegskabinettsbüro und später im Ministerium für Produktion zu arbeiten. Nach dem Krieg nahm er 1945 seine Karriere bei Schroders wieder auf und war dort bis 1956 Partner.
Beim Tod seines Vaters 1951 beerbte er diesen als Earl of Perth. Von 1952 bis 1963 war er als gewählter schottischer Representative Peer Mitglied im House of Lords. Ab dem Peerage Act 1963 war auch mit seinem schottischer Adelstitel ein erblicher Sitz im House of Lords verbunden, den er bis 1999 innehatte, als der House of Lords Act 1999 seinen Erbanspruch auf einen Sitz im Parlament aufhob. Von 1957 bis 1962 war er Staatsminister im Colonial Office in der Regierung Harold Macmillan. 1957 wurde er zum Privy Counsellor ernannt. Er war auch von 1962 bis 1977 Erster Kommissar des Crown Estate, von 1963 bis 1966 Vorsitzender der Ditchley Foundation und von 1972 bis 1976 Vorsitzender des Reviewing Committee on Export of Works of Art.

## Ehe und Nachkommen
Er heiratete 1934 Nancy Seymour Fincke († 1996). Sie hatten zwei Söhne. Der Ältere von ihnen, John Eric Drummond (* 1935), beerbte ihn bei seinem Tod 2002 als Earl of Perth.